# Burn The Hoods
«Burn The Hoods» (с англ. — «Сжечь капюшоны») — песня американского рэпера Ski Mask the Slump God. Она была выпущена 24 июля 2020 на лейбле Republic Records.

## История
Впервые отрывок песни был опубликован Ski Mask в октябре 2019.
В июне и июле 2020 Ski Mask публиковал отрывки песни, а также клипа.
17 июля 2020 была выложена официальная обложка и название песни.
Изначально на песне должен был быть куплет от TisaKorean.

## Текст
В песне Ski Mask The Slump God рассуждает о расизме, несправедливости и неравенстве. Название песни отсылает к Ку-клукс-клану.

## Видеоклип
Видеоклип был выпущен одновременно с песней. Он был спродюсирован Коулом Беннеттом. В нём Ski Mask сражается с последователями Ку-клукс-клана. В конце клипа звучит новая, не выпущенная песня.

## Чарты
| Чарты (2018—2019)                  | Высшая позиция |
| ---------------------------------- | -------------- |
| Новая Зеландия (Recorded Music NZ) | 24             |
| Bubbling Under Hot 100 Singles     | 22             |